# A283 road
Die A283 ist eine Class-I-Straße, die 1923 zwischen Milford und Shoreham-by-Sea festgelegt wurde. Sie hat eine kleine Unterbrechung durch die A272 in Petworth sowie früher durch die A24 bei Washington. Mittlerweile wurde sie auf eine Umgehungsstraße um Steyning und Bramber verlegt. Außerdem erhielt die Anschlussstraße zwischen der A3 und A3100 (alte A3) in Milford die Nummer A283.